# Couleurs de l'incendie
Cet article concerne le roman. Pour le film, voir Couleurs de l'incendie (film).

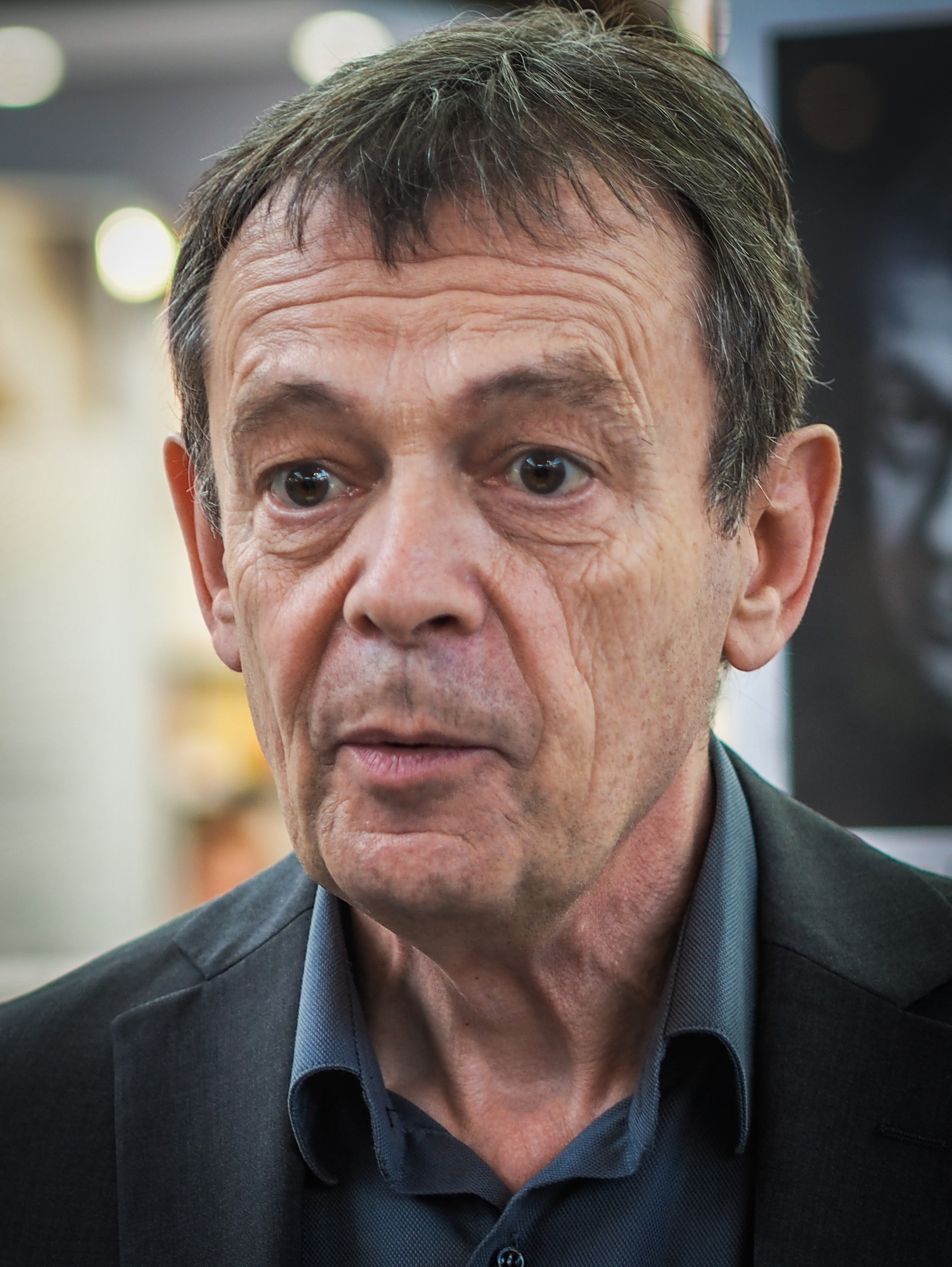
Pierre Lemaitre, auteur de Couleurs de l'incendie

Couleurs de l'incendie est un roman de Pierre Lemaitre paru le 3 janvier 2018 aux éditions Albin Michel. Il fait suite au roman Au revoir là-haut, prix Goncourt 2013. Le troisième roman de la trilogie est Miroir de nos peines.

## Résumé
Le roman s'ouvre en 1927 sur les obsèques de Marcel Péricourt auxquelles assiste le Tout-Paris dont le président Gaston Doumergue. Madeleine, fille du défunt et sœur d'Edouard Péricourt (qui s'est suicidé sept ans plus tôt), assiste alors à la chute tragique de Paul, son jeune fils, sur le cercueil du patriarche. Cet accident laisse l'enfant paralysé. Unique héritière de l'immense empire financier laissé par son père, Madeleine doit, au pied levé, reprendre la direction de la banque familiale alors qu'elle ne possède aucune compétence dans ce domaine. Son ex-mari, le lieutenant Pradelle, séjourne en prison pour escroquerie. Seule, elle se retrouve entourée de conseillers peu scrupuleux dont son oncle Charles Péricourt. Elle doit également s'occuper de son fils handicapé et engage pour l'épauler une aide-soignante polonaise.
Le roman évolue en partie dans la France des années 1930 et brosse le portrait de nombreux personnages féminins qui doivent lutter pour leur émancipation dans une société principalement dominée par la gent masculine. Il dépeint aussi une Europe plongée dans la montée des totalitarismes (nazisme, fascisme, franquisme, communisme), qui voit chaque jour la paix vaciller davantage.

## Accueil critique
L'engouement suscité par la sortie de Couleurs de l'incendie est en grande partie dû au grand succès d'Au revoir là-haut. La critique, unanimement favorable, évoque un roman qui se « dévore » (Olivia de Lamberterie, France Inter), « une fresque romanesque » (Nicolas Carreau, Europe 1) et souligne les similitudes avec l’œuvre d'Alexandre Dumas dont « la structure est celle du Comte de Monte-Cristo » (Florence Bouchy, le Monde). De manière générale, le contexte historique et le féminisme de l’œuvre marquent la presse qui évoque notamment les « turpitudes de la Troisième République » et « la tentation du fascisme chez les intellectuels » (Claire Devarrieux, Libération). Pierre Lemaitre rappelle dans un entretien accordé à Paris Match que le titre de l’œuvre est tiré d'un vers du poète Louis Aragon.

## Adaptation
- 2022 : Couleurs de l'incendie, film français joué et réalisé par Clovis Cornillac, avec Léa Drucker, Benoît Poelvoorde et Alice Isaaz.